# كلاوس كوفمان
كلاوس كوفمان (بالألمانية: Klaus Kaufmann)‏ هو عازف بيانو نمساوي، ولد في 1948 في روزنهايم في ألمانيا.

## وصلات خارجية
- كلاوس كوفمان على موقع ميوزك برينز (الإنجليزية)